# Hagensdorf
Hagensdorf (ungarisch Karácsfa) ist eine Ortschaft der Gemeinde Heiligenbrunn im Bezirk Güssing im österreichischen Bundesland Burgenland. Sie liegt innerhalb der gleichnamigenKatastralgemeinde und liegt direkt an der ungarischen Grenze.

## Etymologie
Die genaue Herkunft des Namens Hagensdorf ist nicht bekannt, die Bezeichnung dürfte sich aber von einem Personennamen ableiten. 1618 und 1626 taucht das Dorf in Urkunden als Hadestorff vel Hagensdorff auf, 1773 als Karácsfa-Hagensdorf – einer Doppelbezeichnung unter Verwendung des ungarischen und des deutschen Ortsnamens.
Der ungarische Ortsname lautete ursprünglich villa Karachon (1221), später Karachunfala (1369), Karachonfalua (1418, 1482) und ab 1773 Karácsfa. Die Bezeichnung leitet sich vom altmagyarischen karácson (deutsch Weihnachtsfest) ab, und dürfte mit einem in der Gegend abgehaltenen Weihnachtsmarkt in Verbindung stehen.

## Geografie
Der Ort liegt im südöstlichsten Winkel des Südburgenlandes an der Grenze zu Ungarn, von dem es im Norden und Süden begrenzt wird. Der Fluss Strem und ein dichtes Waldgebiet stellen im Süden eine natürliche Barriere zum Nachbarland dar. Im Osten liegt mit Luising ein weiterer Ortsteil der Gemeinde Heiligenbrunn, im Westen liegen die Ortschaften Deutsch Bieling und Heiligenbrunn, beide ebenfalls Teil der Gemeinde.

## Geschichte

### Frühgeschichte bis Mittelalter
Eine Besiedlung der Gegend dürfte bereits in römischer oder vorrömischer Zeit bestanden haben. Der Friedhofshügel an der Grenze zwischen den Orten Hagensdorf und Luising wurde vermutlich im ersten oder zweiten Jahrtausend vor Christus als Grabtumulus errichtet.
Auf diesem Hügelgrab wurde dann wahrscheinlich im 13. Jahrhundert eine kleine Wehranlage mit gemauertem Turm und ihm umgebende, künstlich angelegte Wall- und Grabenanlage errichtet. Innerhalb des Walls wurde später auch die alte Pfarrkirche Hagensdorf errichtet. Die Anlage, die etwa 1,3 km nordöstlich der heutigen Ortschaft liegt, wurde vermutlich im Zuge der Güssinger Fehde geschleift. Die Kirche blieb aber bis zum Jahre 1738 an Ort und Stelle der ehemaligen Hausberganlage.
1221 kam es im Zuge einer von König Andreas II. bestätigten Schenkung zur ersten urkundlichen Erwähnung des Ortes als Karachon. Die Schenkung an das Zisterzienserkloster Szentgotthárd betraf nicht Hagensdorf selbst, sondern die weiter nördlich im Pinkaboden gelegenen Orte Bildein, Deutsch Schützen, Eberau, Kölked und Pórnoapati. Um die Ausmaße der verschenkten Ländereien geografisch eindeutig zu beschreiben, fiel aber auch der Name Hagensdorfs.
Zu welchem Herrschaftsbereich das Dorf damals gehörte, ist nicht bekannt. Spätestens ab etwa 1300 zählte Hagensdorf aber zur Herrschaft Eberau, die sich zu diesem Zeitpunkt im Besitz von Johann und Stefan Ellerbacher befand. 1482 gelangte das halbe Gemeindegebiet mitsamt der alten Pfarrkirche und einer Mühle am Strembach durch eine Schenkung der Ellerbacher in den Besitz des von ihnen bereits 1373 gegründeten Klosters der Pauliner Eremiten in Kulm. Der Rest von Hagensdorf blieb weiterhin bei der Herrschaft Eberau, die wiederum aufgrund des sich abzeichnenden Aussterbens der Ellerbacher im Mannesstamm 1496 von diesen an die Familie Erdödy verkauft wurde. Nach einigen Zugehörigkeitsstreitigkeiten während der Reformation fiel der bis dahin im Eigentum der Pauliner stehende Teil Hagensdorfs 1660 ebenfalls an die Erdödy.

### Neuzeit
Im Laufe des 18. Jahrhunderts kam es zur Ansiedelung von Schwaben im Ortsgebiet. Unter den Kaisern Leopold I., Joseph I. und Karl VI. wurde die Ansiedlung von Deutschen im ungarischen Königreich gefördert. Man vermutet, dass einigen der weitere Weg Richtung Osten zu beschwerlich erschien, und sie sich daher gleich in der Gegend um Hagensdorf niedergelassen haben. Hinweise auf diese Besiedlung findet man heute noch im Dialekt der Bevölkerung, der sich wesentlich von jenem der Nachbarorte unterscheidet.
1788 wurde die alte, mittlerweile größtenteils verfallene Pfarrkirche abgetragen, und mit ihrem Material die neue, noch bestehende Kirche im Ort errichtet.

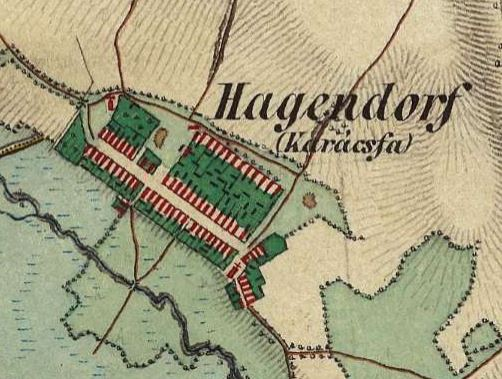
Der Ausschnitt von Hagensdorf im Franziszeischen Kataster zeigt bereits das neu vermessen errichtete Dorf.

Bei einem Großbrand im Jahr 1843 wurde der Großteil des Ortes mit seinen 70 Höfen zerstört. Das Dorf wurde daraufhin neu parzelliert und mit einem einheitlichen Raster errichtet, wie er auch für die Besiedelung des Banats unter Maria Theresia üblich war. Jeder Bauplatz erhielt eine Fläche von 10 × 50 Klaftern (entspricht 19 × 95 m) zugesprochen.

### Zeitgeschichte
Der Ort gehörte wie das gesamte Burgenland bis 1920/21 zu Ungarn (Deutsch-Westungarn). Ab 1898 musste aufgrund der Magyarisierungspolitik der Regierung in Budapest der ungarische Ortsname Karácsfai verwendet werden. Nach Ende des Ersten Weltkriegs wurde nach zähen Verhandlungen Deutsch-Westungarn in den Verträgen von St. Germain und Trianon 1919 Österreich zugesprochen. Seit 1921 gehört Hagensdorf zum damals neu gegründeten Bundesland Burgenland (siehe auch Geschichte des Burgenlandes).
Zu Ostern 1945 kam es zu schweren Kämpfen zwischen der vorrückenden Roten Armee und der deutschen Wehrmacht. Da Hagensdorf an der äußeren Grenze der Wehranlagen des Südostwalls lag, quartierte sich die Rote Armee am 1. April mit einer Kompanie Infanterie, einer Batterie schwerer Artillerie und zahlreichen Panzerabwehrgeschützen und Granatwerferstellungen im Ort ein. Sie griff in den nächsten Tagen mehrfach die Abwehrstellungen der in Heiligenbrunn untergebrachten Wehrmacht an, bis diese am 12. April schließlich den Rückzug Richtung Güssing antrat.
1971 wurde die bis dahin eigenständige Gemeinde Hagensdorf zusammen mit Deutsch Bieling, Heiligenbrunn, Luising und Reinersdorf im Zuge des Gemeindestrukturverbesserungsgesetzes der burgenländischen Landesregierung zur neuen Großgemeinde Heiligenbrunn zusammengelegt.

## Kultur und Sehenswürdigkeiten

### Bauwerke
- Friedhofshügel Hagensdorf-Luising: vermutlich vorchristliches Hügelgrab, später zur Wehranlage ausgebaut und bis ins 13. Jahrhundert als solche genutzt, früherer Standort der Pfarrkirche HagensdorfFriedhofshügel Hagensdorf-Luising

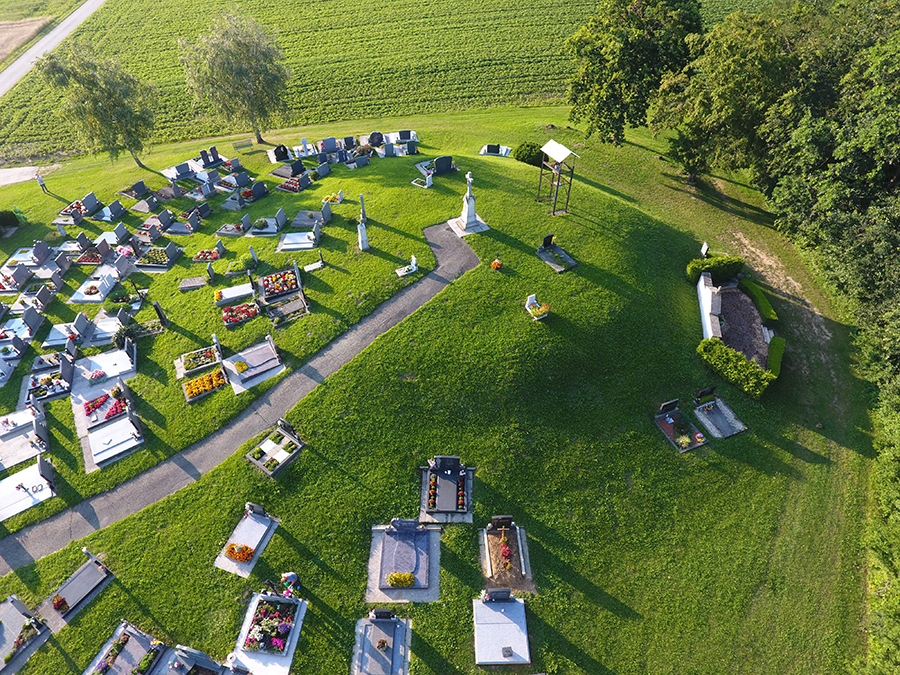
Friedhofshügel Hagensdorf-Luising

- Pfarrhof Hagensdorf: historisches Pfarrhaus aus der ersten Hälfte des 19. Jahrhunderts, zusammen mit der Pfarrkirche Hagensdorf das einzige Gebäude, das den Großbrand von 1843 überstand[19]
- Pfarrkirche Hagensdorf Hll. Cosmas und Damian: klassizistischer Saalbau aus dem Jahr 1788, gegenüber des Pfarrhofes gelegen

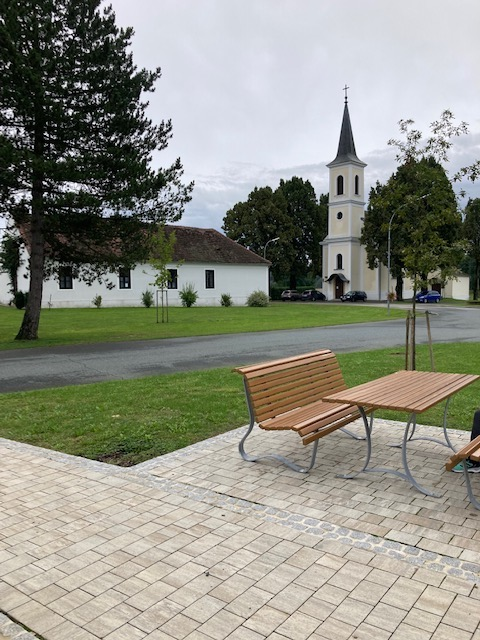
Pfarrkirche und Pfarrhof Hagensdorf

- Dreifaltigkeitskapelle: an der der Kreuzung zum Friedhofsweg gelegener Ziegelbau mit Pilastern, Dreiecksgiebel und Heiligenfiguren[20]

### Denkmäler
- Kriegerdenkmal: 1926 errichtetes Natursteindenkmal mit Kreuz und Figurengruppe im Stile einer Pietà, steht im Bereich der Kirche[20]
- Wegkreuz: am Weg zum Friedhof gelegenes Holzkreuz aus dem Jahr 1997[20]
- Steinkreuz: in der Hintergasse gelegen[20]

## Natur
- Südlich des Ortes befindet sich die kleinere der Schachblumenwiesen Hagensdorf-Luising, dem zusammen größten in Österreich vorhandenen Vorkommen der vom Aussterben bedrohten Schachblume (lat.: Fritillaria meleagris). Das ca. 16 ha große Naturschutzgebiet liegt direkt an der Brücke der Bielinger Straße (L404) über die Strem im Ried Hutweiden.[21][22]

## Persönlichkeiten
- Karl Halaunbrenner (1881–1938), Landesgendarm und Heimatforscher, war Gendarmerie-Postenkommandant in Hagensdorf
- Alois Luisser (1940–2019), Theologe, Päpstlicher Ehrenkaplan, stammt aus Hagensdorf[23][24]
- Martin Weinek (* 1964), Theater- und Filmschauspieler, Regisseur, lebt in Hagensdorf[25][26]